# Nyctemera crescens
Nyctemera crescens là một loài bướm đêm thuộc phân họ Arctiinae, họ Erebidae.